# 사회주의협회
사회주의협회(일본어: 社会主義協会 샤카이슈기쿄카이[*])는 노농파 이론연구집단이다. 폭력혁명이 아닌 평화혁명을 주장해 왔으며 사실상 사회당 좌파의 싱크탱크 역할을 했다. 옛 일본사회당의 세력 가운데 단순히 "협회", "협회파"라고 하면 통상 이 사회주의협회를 가리킨다.

## 역사

### 창립
협회의 전신은 노농파인데 노농파는 제2차 세계 대전 전부터 마르스크주의를 일본에 어떻게 적용하고 자본주의의 성격을 어떻게 규정할지에 대해 강좌파와 일본자본주의 논쟁을 오랫동안 이어왔다. 태평양 전쟁을 전후한 시점에 인민전선 사건 등 정부의 탄압이 심해져 조직이 와해되었다가 전후에 야마카와 히토시를 중심으로 재결집했다. 1947년 이론지 『전진』을 창간했다가 경영난과 내부의 노선 대립으로 1950년 11월에 폐간했다. 폐간 1년 전인 1949년 7월 13일 『전진』의 동인들이 모여 사회주의연구회를 만들었다.
1951년 4월 13일 사회주의연구회가 보다 더 발전하여 사회주의협회가 되었다. 그리고 폐간된 『전진』을 대신해 기관지 『사회주의』를 창간했다. 당시 협회에는 오우치 효에·야마카와·사키사카 이쓰로·다카하시 마사오 등 지식인과 스즈키 모사부로·에다 사부로 등 사회당 정치인, 그리고 일본노동조합총평의회(총평) 간부가 참여하고 있었다. 다만 초창기의 『사회주의』는 창간을 담당했던 총평의 다카노 미노루가 주도했다.
얼마 지나지 않아 사회당 좌파의 강령 초안 문제와 협회의 일상 운영을 둘러싸고 야마카와와 다카노 사이에 대립이 발생했고 1953년 12월 다카노와 시미즈 신조 등이 협회를 탈퇴했다. 이후 협회는 오타 가오루 등 총평 내부의 반다카노 그룹과 야마카와가 손을 잡고 사회당 좌파의 이론적 지주로서 발전하기 시작했다. 이러한 사회당의 좌파 우위 노선은 일본형 사회민주주의로 이해되기도 한다. 협회는 1950년대에 다양한 사상가들을 받아들였는데 이로 인해 협회는 소련과 동유럽 등 기존 공산주의 국가에 대해서 회의적인 태도를 보였고 1953년 동독 봉기, 1956년 포즈난 시위, 1956년 헝가리 혁명 때도 민중에게 동정적이었고 소련의 점령 정책을 날카롭게 비판했다.

### 사회당의 통일과 안보·미이케 투쟁
1955년 10월 사회당 좌파와 사회당 우파가 통일하면서 통일 사회당이 등장했지만 협회는 이에 부정적인 태도를 보였다. 이로 인해 사회당 좌파의 중심 파벌이던 스즈키파와의 관계가 냉각됐고 이후 스즈키파와 대립 관계인 와다 히로오파에 접근했지만 사회당에 대한 발언력은 급속히 줄어들었다. 야마카와는 통일에 반대하면서도 통일 후에는 집행부에 협조할 것을 호소하는 유연함을 보였지만 1958년 사망했다. 이후 야마카와를 대신해 협회 대표가 된 사키사카는 사회당이 좌파 강령의 정신을 되살려야 한다고 주장하며 와다파와 깊은 관계인 총평의 실력자 오타·이와이 아키라와 손을 잡았다.
1960년에는 사키사카가 양성한 활동가들을 중심으로 미쓰이 미이케 쟁의가 일어났다. 사키사카는 직접 현지를 방문해 활동가들을 격려하고 협회도 쟁의를 지지했지만 결국 패배로 끝났다. 하지만 미쓰이 미이케 쟁의를 주도한 협회의 사상은 사회당 청년부를 중심으로 안보·미이케 투쟁 와중에 탄생한 일본사회주의청년동맹(사청동)에 대한 영향력을 늘려나갈 수 있었다. 협회는 1961년 제3회 총회에서 실천적 과제에도 부응할 수 있는 조직으로 성장해야 한다고 선언하고 당·조직·사청동의 활동가 영입에 힘을 쏟기 시작했다. 이 무렵부터 다카하시·사키사카와 다른 생각을 가진 사람들이 협회에서 이탈하기 시작했다.

### 실천 단체 지향과 마르크스-레닌주의화
1960년경부터 개혁을 통한 점진적 사회주의를 실현하자는 구조개혁론이 사회당 내에서 대두하기 시작했다. 구조개혁론의 기수는 에다였는데 에다와 대립하던 사사키 고조는 협회를 지원하여 에다에 대항했다. 이 무렵의 사회당은 활동가들을 무시하고 파벌 항쟁에만 열중하고 있었는데 협회는 대표인 사키사카가 자택을 개방해 『자본론』을 강의하는 등 활동가들을 교육하는 데 힘을 쏟고 있었다. 협회는 노동대학과 깊은 관계를 맺고 활동가의 교육기관으로 활용하는 한편 활동가들을 위한 잡지를 만들기도 했다. 1964년 사청동제4회 대회에선 협회의 이론에 근거해 개헌 저지·반합리화의 기초가 가결돼 협회계 활동가가 사청동의 집행부로 들어와 세력을 확장하게 됐다.
협회는 갈수록 실천적 단체로 변모해 갔고 총회를 대회로 명칭을 바꾼 뒤 활동 방침 등을 가지게 되었다. 1966년 제7회 대회에서는 마르크스-레닌주의를 협회의 기초 이론으로 하기로 결정했다. 이러한 협회의 마르크스-레닌주의화는 1961년과 1965년 두 차례에 걸쳐 소련을 방문한 사키사카와 협회의 실천적 단체화를 중시하는 오타파의 영향을 받은 것이었다. 비폭력 혁명론을 중심으로 한 협회의 기초 이론은 1967년 분열 직전에 임시 결정되었다가 1968년에 정식 결정이 이루어진 사회주의협회 테제에 상세히 기술되어 있다. 테제에는 프롤레타리아 독재도 명기되어 있는데 사회당의 강령적 문서인 「일본에서 사회주의로의 길」에도 1966년 수정 당시 프롤레타리아 독재를 긍정했다. 이는 협회계 당원들의 영향을 받은 것이었다.

### 협회의 분열
1967년 6월 26일부터 27일까지 개최된 제8회 정기 전국대회에서 협회는 규약 개정 문제를 둘러싸고 사키사카파와 오타파로 분열했다. 사키사카파가 이론 학습을 중시한 반면 오타파는 거기에 만족하지 않고 직장이나 지역에서 활동하는 데 힘을 쏟아야 한다고 주장했기에 협회의 분열은 활동가의 형태에 대한 입장 차이가 원인이었다. 대의원들의 다수가 오타파였기에 사키사카파는 오우치와 함께 새로운 협회를 재건하고 별도의 기관지인 『사회주의』를 창간했다. 그런데 분열 이후 사키사카파는 열정적으로 사회당의 조직 활동에 참가하고 국회의원도 배출했다. 그 여파로 오타파는 1970년 말에 일본노동자계급해방투쟁동맹이나 공산주의연구회 등으로 분열하거나 탈퇴하는 등 쇠락했다. 오타파도 국회의원을 배출했지만 오타파 좌파의 대량 탈퇴 때문에 현장 활동가층에선 사키사카파가 상당한 우위를 점할 수 있었고 이후 사회주의협회는 사키사카파가 재건한 협회를 가리키는 말이 되었다.
협회파의 영향력이 강한 사청동은 1960년대 후반에는 사키사카파, 오타파, 반전파(신좌파의 가입전술 그룹 등)로 분열되어 있는 상태였는데 1971년 제10회 대회에서 사키사카파 계열의 활동가들이 집행부를 장악하고 반전파를 제명해 버렸다. 오타파 계열 동맹원은 이 대회에 참가하지 않고 이후 별도의 조직인 사청동 전국협을 만들었지만 사회당은 사키사카파 계열 집행부의 사청동만을 당의 유일한 지지 협력 청년 단체로 승인했다. 이후 사청동은 사키사카파 협회의 영향력이 극도로 강해졌고 조직도 급속히 팽창했다.

### 사회당의 파벌로서
사키사카파 사회주의협회는 당과 사청동의 활동가층의 지지를 배경으로 사회당 내에서 세력을 확장해 사실상 사회당의 한 파벌로서 기능하게 되었다. 이때 체코슬로바키아에서 프라하의 봄이라 불리는 민주화 운동이 일어났지만 바르샤바 조약군의 체코슬로바키아 침공으로 이를 강제 진압하는 일이 일어났다. 사키사카파는 무력 침공을 주도한 소련을 지지했고 협회는 일본공산당을 포함한 모든 야당이 공투해야 한다고 주장했다. 당시 서유럽 사민주의 성향을 보이던 에다는 공산당을 배제할 것을 주장했기에 협회와 격렬하게 대립했다. 한편 공산당과는 자치체 노동자의 주민에 대한 태도나 교사의 노동자성 등을 둘러싸고 논쟁이 이어지고 있었다. 이러한 움직임을 보이는 협회를 당시 언론에선 사회당 극좌파로 불렀다. 하지만 마르크스 경제학자이기도 했던 사키사카는 극좌는 사회주의가 아니라며 이를 비판했다.
협회가 1960년대~1970년대에 사회당에 대한 영향력을 높일 수 있었던 건 사회당이 독자적인 당조직을 가지지 않았고 지방조직의 주요 부분이 협회계 활동가에게 장악된 상황에서 선거 활동 등을 협회계 당원이나 사청동 동맹원에게 의존해야 했기 때문이었다. 또한 비협회계 활동가들이 힘을 상실해 가면서 당대회 대의원의 40%가 협회계로 채워지는 지경에 이르렀다.
협회는 노동운동 이론으로서는 반합리화 투쟁 노선을 취했다. 이는 자본주의 사회에서의 합리화는 노동자에게 불이익이 되므로 모든 자본주의적 합리화에 반대한다는 걸 의미했다. 이와 같은 사고방식은 엄격한 인적자원관리가 이루어지는 민간 기업에 대한 영향력 확대를 방해하는 요소로 작용했다. 하지만 일본국유철도의 생산성 향상 운동을 저지하기 위해 협회가 큰 역할을 수행했고 재판소도 생산성 향상 운동에 종사하는 관리직의 부정 행위를 인정했기에 국철노동조합을 중심으로 한 관공 노조에 대한 협회의 영향력은 상당히 컸다. 일본전신전화공사 노조에서는 반합리화 투쟁에 소극적인 노조 집행부를 급성장한 협회계 활동가가강하게 비판하여 통제 처분을 받았다. 이 사건은 1977년 협회 규제의 원인이 되기도 했다.
이때까지 사사키파는 협회와 어느 정도 협력 관계를 구축하고 있었다. 하지만 사회당에 대한 협회의 영향력이 강해지고 중소 분쟁이라는 국제적 상황의 영향을 받아 친소적인 협회와 친중적인 사사키파가 대립하기 시작했다. 사사키파는 과거에 대립하던 에다와 손을 잡고 7인 위원회를 만드는 등 협회에 대항했다. 1977년 2월 당대회에서는 협회계 대의원들이 부위원장 에다와 전 위원장 사사키 등을 친중파로 몰아세우며 이들이 추구하는 사공민 노선을 비판했다. 이에 사회주의협회를 규제해야 한다는 목소리도 높아지기 시작했다. 지바현본부처럼 협회계와 반협회계로 분열된 지방 조직도 등장하기 시작했다. 그런데 당대회가 끝난 뒤에 에다가 사망하고 노사 협조 노선으로의 전환을 꾀하던 총평도 협회 규제에 찬성하는 목소리를 냈다. 결국 1978년 제11회 대회에서 협회는 이론연구집단으로 돌아가 정치 활동을 하지 않기로 했으며 테제를 개정하고 대회 명칭을 다시 총회로 고쳤다. 하지만 실질적으로 협회 규제는 이루어지지 못했고 상황도 크게 바뀌지 않았다. 이 당시 협회원의 수는 1만 명을 넘어섰고 『사회주의』의 발행 부수는 6만 2,000부에 달했다.

### 협회 규제와 활동 정체
협회 규제는 실패로 끝났지만 내부에서 변화가 일어나기 시작했다. 1982년 11월 『사회주의』의 편집장이던 후쿠다 유타카 등이 『현대 자본주의와 사회주의상』을 출판하는 등 사키사카의 문하에 있던 학자들이 서구식 사회민주주의로 입장을 바꾸기 시작했다. 당 중앙본부 서기 그룹의 대다수도 1987년 6월 협회에서 이탈해 새로운 사회당을 만드는 모임을 결성하는 등 협회의 힘이 줄어들기 시작했다. 1985년 1월 사키사카가 사망하고 가와구치 다케히코가 새 대표가 되었다. 1986년 「일본사회당 신선언」을 결정하는 과정에서 협회는 강력히 저항했지만 협회 내부에서도 신선언에 찬성하거나 묵인하는 세력이 존재했다. 이후 사회당 온건 좌파가 협회와의 깊은 관계를 유지했고 협회는 이들을 지지했고 점차 서구식 사회민주주의에 대한 이해도도 높여가고 있었다. 다만 1970년대에 보이던 자세에서 조금도 나이지지 않는 협회원도 있었다. 소련과 동유럽의 사회주의 체제가 무너지는 1989년 혁명은 서구식 자유주의가 사회주의보다 우위에 있음을 상징적으로 보여주는 사건이었다. 이 무렵 사회당의 쇠퇴가 현저해지고 총평이 해산한 뒤 일본노동조합총연합회(연합)이 탄생하면서 1990년대부터 협회 조직도 분산되기 시작했다.
한편 오타파의 협회는 국철분할민영화로 국철노조가 해체될 때 노조 우파가 분열하여 일본철도산업노동조합총연합을 결성할 때 이를 지지했다. 하지만 오타는 이에 반대하여 1987년 5월 1일 오타 협회를 탈퇴했고 12월에 사회주의노동운동연구회를 결성했다. 이후 오타 협회는 기관지 『사회주의』를 1998년 4월호부터 『진보와 개혁』으로 바꾸고 조직명도 진보와 개혁 연구회로 고쳤다. 그리고 사회민주주의를 적극적으로 표방하는 단체가 되어 사회당 및 사회민주당과의 관계를 이어가고 있다. 오타 협회가 사회주의협회의 이름을 포기하면서 사키사카파가 유일한 사회주의협회가 되었다.

### 사회당의 해체와 협회의 두 번째 분열
1996년 1월 사회당은 사회민주당으로 당명을 고쳤지만 이에 반발하는 좌파의 일부가 신사회당을 창당했다. 9월에는 민주당이 창당되었는데 사회당의 우파 의원들이 대거 민주당으로 당적을 옮기면서 사실상 사회당은 해체 수순을 밟았다. 이런 사태 속에서 협회는 통일된 방침을 내지 못했고 협회원들은 사민당, 신사회당, 민주당으로 뿔뿔이 흩어졌다. 협회가 이대로 소멸할지도 모른다는 위기감이 급습하자 재건위원회가 만들어졌지만 내부 대립으로 마비 상태에 빠졌다. 사토 다모쓰가 대표 자격으로 소집한 1998년 2월 제31회 총회에서 신사회당 계열의 협회원들은 거의 참여하지 않았고 다음 달에 사카우시 데쓰로와 우에노 겐이치를 대표로 하는 사회주의협회를 재건했다. 사토 협회는 제31회 총회에서 가와구치와 사토 외에 고지마 쓰네히사를 공동 대표로 선출했다. 가와구치는 1998년에 사망했고 사토와 고지마는 각각 2012년과 2014년에 대표직에서 물러났으며 사카우시 협회의 경우 사카우시와 우에노가 2016년에 함께 대표직을 사임했다.
1998년 분열은 과거 사키사카와 오타의 분열과 달리 격렬한 비판은 없었고 분야와 지역에 따라 공투·상호 교류가 이루어졌다. 사카우시 협회는 2001년에 사회주의협회 테제를, 사토 협회는 2002년에 사회주의협회 제언의 보강을 채택했다. 두 협회 모두 마르크스-레닌주의를 표방하지 않고 과학적 사회주의를 내세우고 있다. 다만 과학적 사회주의는 마르크스주의와 큰 차이가 없기에 프롤레타리아 독재를 포기한 것은 아니었다. 실태는 어떠하든 사상적으로는 마르크스주의에서 사회민주주의로 전향했다고 보기 힘들었다.

### 현재
제22회 일본 참의원 의원 통상선거에서 사회당이 신사회당 부위원장 하라 가즈미를 비례구에 입후보시키려 하면서 하라의 이중 당적 용인이 문제시되었고 이는 사회민주주의로의 전향이라는 비판이 일었다. 신사회당 중앙집행위원이던 호소카와 다다시가 이끄는 그룹이 2012년 5월 과학적 사회주의 연구회를 창립해 협회 재건을 결정한 뒤 2014년 12월 독자적인 사회주의협회를 재건했다. 호소카와 협회는 규약에서 마르크스-레닌주의를 명기했다. 또한 신사회당 중앙집행위원장 하라 노비토 등도 사카우시 협회를 이탈하여 보편적 기본소득 등의 정책을 둘러싸고 신사회당과 사카우시 협회를 비판했다.
사키사카 협회는 3개 단체로 쪼개졌고 사토 협회는 입헌민주당 입당 문제를 놓고 찬반으로 나뉘어 대립했지만 분열에까지 이르진 않았다. 『사회주의』도 입헌민주당과 사회당 양측의 입장을 반영한 논문이 게재되고 있다. 입헌민주당에 합류한 협회원들은 입헌민주당에 합류한 사민당원들이 2021년 2월 28일 결성한 사회민주주의포럼의 핵심 멤버로 활동하고 있다.
사회주의협회는 21세기의 임무를 "우리는 협회의 목적, 임무를 따라 연구, 조사, 토의를 적극적으로 진행해 자본주의의 발전에서 만들어지는 모순이 반드시 노동운동의 전진을 만든다는 법칙성에 확신을 가지고 이에 확실하게 노동운동의 계급적 강화를 기둥으로 삼아 광범위한 통일 전선을 담당할 사회주의 정당의 재확립을 전망하고 전력을 다한다"라고 규정하고 있다.

## 중국과의 대립
1975년까지 사회주의협회와 중화인민공화국 간엔 이렇다 할 문제가 없었다. 1968년에 결정된 사회주의협회 테제는 중국의 문화대혁명을 비교적 냉정한 관점에서 표현하고 있지만 외교적 문제로 비화될 정도는 아니었다. 그런데 1975년 5월에 있었던 일본사회당 제6차 방중단과 중일우호협회 대표단과의 공동성명 이후 둘 사이의 관계가 삐걱이기 시작했다.
중국은 공동성명에 당시의 중소 관계를 반영하여 소련과 미국을 뭉뚱그려 패권국이라 기술하길 원했고 당시 사회당 위원장 나리타 도모미가 이를 받아들였다. 하지만 사회당의 이와 같은 태도에 협회가 강하게 반발하여 기관지 『사회주의』 등을 통해 중국을 공공연히 비판했다. 중국도 『인민일보』 등 공식 매체를 동원해 공개적인 반론까진 하지 않았을지언정 방중단과의 담화 등을 소개하며 협회를 비판했다. 공동성명은 사회당 내에서도 대립을 격화시켜 나리타·이시바시 마사시 체제를 무너뜨리는 데 일조했다. 문화대혁명이 끝난 후인 1977년에도 중국공산당 중앙위원 랴오청즈가 사회주의협회를 중국을 적시하는 세력으로 규정하는 등 갈등이 이어졌다. 이에 협회도 중국 정부와 그 지지를 받는 폴 포트와 같은 무장 게릴라 세력을 비판했다.
1982년 9월 중국공산당 제12회 대회에서 더 이상 소련을 패권국으로 규정하지 않기로 하면서 중국과 협회의 대립도 해결의 실마리가 보였다. 1983년 일본사회당이 중국공산당과 공식적인 당 관계를 수립할 때 중국공산당 중앙위원회 총서기 후야오방이 일본사회당 위원장 이시바시에게 1975년 공동성명 당시의 중국의 태도를 사과했다. 1985년 중일 청년 3,000명 교류가 이루어질 때 협회의 영향력이 강한 사청동도 대표단을 파견했다.
이후 협회와 중국 사이에 중국사회과학원과의 교류를 제외하면 조직적인 교류는 없었다. 중국사회과학원과는 과거 과학원 소속 마르크스-레닌주의 및 마오쩌둥 사상 연구소가 방일단을 보낸 것을 계기로 정기적인 학문적 교류가 이어져 오고 있었다. 또한 사토 협회가 채택한사회주의협회 제언의 보강은 중국이 문제점은 있지만 아직 사회주의 국가라고 규정했다. 반면 사카우시 협회가 발간한 『사회통신』이나 호소카와 협회가 발간한 『연구자료』는 중국의 체제에 의문을 던지고 있다.

## 참고 문헌
- 飯塚繁太郎ほか『結党四十年・日本社会党』 行政問題研究所、1985年
- 石河康国 『労農派マルクス主義：理論・ひと・歴史』（上・下巻） 社会評論社、2008年 ISBN 9784784514663
- 上野建一ほか『山川均・向坂逸郎外伝　労農派1925 - 1985』（上・下）  社会主義協会（坂牛・上野代表）、2002年・2004年
- 『社会主義協会テーゼ』 社会主義協会、1971年
- 『社会主義協会新テーゼ』 社会主義協会（坂牛・上野代表）、2001年
- 『社会主義協会提言の補強』 社会主義協会（小島・佐藤代表）、2002年
- 佐藤優・山崎耕一郎『マルクスと日本人』明石書店、2015年